# Skuldelev Ås
Den  3,5 km lange og op til 26 m høje Skuldelev Ås ligger i Hornsherred i Frederikssund Kommune på Sjælland og   strækker sig mod nordøst ud til Roskilde Fjord. Den er en af de mere velbevarede åse.
Åsen deler sig i to ved Kildeskåret, hvor man kan parkere. Ved sydenden af Skuldelev Ås ligger helligkilden Sankt Olavs Kilde, hvis vand blev tillagt helbredende egenskaber. Den er i dag en tør, stensat brønd. I Peberrenden ud for kysten  fandt man i 1957 rester af fem vikingeskibe, som nu er udstillet i Vikingeskibshallen i Roskilde.
Der har været gravet grus, men 100 hektar blev  fredet i 1951. Åsen er en del af Natura 2000-område nr. 136 Roskilde Fjord og Jægerspris Nordskov